# エンジェル★ろっけんろー
「エンジェル★ろっけんろー」は、エンジェル隊の5枚目のシングル。2004年7月23日にブロッコリーから発売された。

## 概要
テレビ大阪・テレビ東京系アニメ『ギャラクシーエンジェル』に登場するエンジェル隊（ミルフィーユ・桜葉、蘭花・フランボワーズ、ミント・ブラマンシュ、フォルテ・シュトーレン、ヴァニラ・H、烏丸ちとせ）が歌う、第4期オープニングテーマと、ミルフィーユ・桜葉（新谷良子）&烏丸ちとせ（後藤沙緒里）が歌うエンディングテーマが収録されている。最終回のみ、エンディングテーマはエンジェル隊が歌う「FINAL FLIGHT」が使用された。
「エンジェル★ろっけんろー」から、烏丸ちとせ（後藤沙緒里）がエンジェル隊に参加している。なお、発売元も今までのランティスからブロッコリーになっている。

## 収録曲
全作詞：田辺智沙
1. エンジェル★ろっけんろー [4:10]
作曲・編曲：飯塚昌明
  - テレビ大阪・テレビ東京系アニメ『ギャラクシーエンジェル』（第4期）オープニングテーマ
2. Jelly Beans [3:58]
歌：ミルフィーユ・桜葉（新谷良子）&烏丸ちとせ（後藤沙緒里）
作曲・編曲：金井江右
  - テレビ大阪・テレビ東京系アニメ『ギャラクシーエンジェル』（第4期）エンディングテーマ
3. エンジェル★ろっけんろー（off vocal）
4. Jelly Beans（off vocal）

## 収録作品
アルバム
- サウンドトラック『ギャラクシーエンジェル オリジナルサウンドトラックX』
  - エンジェル★ろっけんろーTV size
  - Jelly BeansTV size
- ベストアルバム『ギャラクシーエンジェル ベストアルバム1“一番搾り”』
  - エンジェル★ろっけんろー
- ベストアルバム『ギャラクシーエンジェル ベストアルバム2“二番煎じ”』
  - Jelly Beans